# Pella-Nederlands
Pella-Nederlands (Engels: Pella Dutch) is een dialect van het Nederlands dat in Pella in de Amerikaanse staat Iowa wordt gesproken. Het wordt daar gesproken door (voormalig) Nederlandse immigranten. Het dialect heeft elementen van het Brabants van Genderen en Doeveren, waar de oorspronkelijke emigranten onder leiding van dominee Hendrik Scholte in 1847 vandaan kwamen, en het Vijfheerenlands waar de tweede golf Nederlanders zijn herkomst had. 
Het Pella Nederlands dreigt uit te sterven. De meeste sprekers zijn ver boven de zeventig jaar. Jongeren die het spreken, leren vaak klassiek Nederlands en niet het Brabants/Utrechts/Gelders waar het Pella-Nederlands uit voortgekomen is. 
Wel worden er in het lokale Amerikaans-Engels, Nederlandse woorden waargenomen, als herinneringen aan het vroeger wijdverspreide Pella Nederlands. 
1. ↑   Reenen, Pieter van: De Zuidhollands-Gelderse herkomst van het Pella Dutch in Iowa, Nederlandse Taalkunde 5, 301-324 (2000) pdf